# موسى دا روتشا
موسى دا روتشا (بالإنجليزية: Moses Da Rocha) هو صحفي وسياسي نيجيري، ولد في يناير 1875، وتوفي في مايو 1942.